# Andreas H. H. Suberg
Andreas Heinz Hugo Suberg (* 13. März 1958 in Essen) ist ein deutscher Komponist, Klang- und Medienkünstler, der unter dem Namen Andreas H. H. Suberg veröffentlicht.

## Leben
Andreas Suberg erhielt ab 1964 Klavier- und Orgelunterricht und von 1972 bis 1978 seine erste künstlerisch bildnerische Ausbildung bei dem Kunstsammler und Beuys-Freund Franz Joseph van der Grinten. Nach dem Abitur am Collegium Augustinianum Gaesdonck folgte von 1978 bis 1983 ein Studium der Kunst, Visuellen Kommunikation und Musik an den Universitäten Gießen und Frankfurt. Nahezu zeitgleich studierte er von 1981 bis 1986 Klavier an Dr. Hoch’s Konservatorium, Frankfurt sowie ebenda Komposition bei dem österreichischen Komponisten Gerhard Schedl. Von 1986 bis 1993 folgte ein Kompositionsstudium bei Toni Völker sowie ein Klavierstudium bei Grigory Gruzman an der Akademie für Tonkunst in Darmstadt. 1994 bis 1999 studierte er abschließend Elektronische Komposition bei Hans Ulrich Humpert im Studio für elektronische Musik der Staatlichen Musikhochschule Köln.
Während der Studienzeit gründete er 1990 das Glasotronik-Projekt, das er seitdem künstlerisch leitet. Neben diversen Dozenturen für Freie und Kontrollierte Improvisation innerhalb der berufsbegleitenden Musiklehrerfortbildung in Deutschland und der Schweiz seit 1992 war er 2000 Lehrbeauftragter für interdisziplinäres Arbeiten am Institut der Künste der Pädagogischen Hochschule Freiburg, 2005 bis 2006 für Medienkunst an der Staatlichen Hochschule für Gestaltung, Karlsruhe. Im Jahr 2000 gründete er das Klang Art Studio Freiburg. Im Jahr 2012 wurde auf seine Initiative hin die Interessengemeinschaft Freiburger Komponisten gegründet.
Wichtigster Arbeitsansatz in seinem Schaffen ist die „Generierung multimedialer Welten als Option multisensorischer Rezeption“. In diesem Kontext entstehen seit 1990 u. a. Videos, Klang-Objekte, Klang/Raum/Video-Installationen und Graphik.
Sein kompositorisches und künstlerisches Schaffen verbindet bildende Kunst und Musik. Suberg schuf Solo- und Kammermusik, Kammerorchester-, Orchester- und Vokalkompositionen, elektronische und elektroakustische Musik, Performances, Musikaktionen und -videos, Klang/Raum/Videoinstallationen und Klang-Objekte. sowie Film- und Theatermusik. Seit 1998 arbeitet er mit im Nachlass des Malers und Bildhauers René Acht und war seit 1991 kuratorisch wie redaktionell an Ausstellungen und Publikationen (Joseph Beuys, Denken ist bereits Plastik, Langen 1992; René Acht – Scherenschnitte 1968–98, Freiburg, 2003; René Acht. Werke aus sechs Jahrzehnten, Bielefeld) mitbeteiligt.
Seine Arbeit wurde durch Rundfunk- und Fernsehporträts bzw. -produktionen und Mitschnitte, durch Konzertbeiträge bei Festivals für Neue Musik (u. a. Darmstädter Ferienkurse, Rheinisches Musikfest, Köln) durch Konzertbeteiligungen und Porträtkonzerte in Europa, Nord- und Südamerika, durch Ausstellungen sowie Katalog-, Zeitschriften- und Noten-Publikationen und CD-Veröffentlichungen dokumentiert.
Suberg ist Mitglied der Deutschen Gesellschaft für Elektroakustische Musik und des Netzwerks Neue Musik Baden-Württemberg.
Er lebt und arbeitet in Endingen-Kiechlinsbergen im Kaiserstuhl.

## Ehrungen und Auszeichnungen
- Stipendium Internationale Ferienkurse Darmstadt
- Stipendium Institut für Neue Musik und Musikerziehung Darmstadt
- 2010 Preisträger des Internationalen Kompositionswettbewerbs des Forums Zeitgenössischer Musik Leipzig.

## Veröffentlichungen
- Magistrat der Stadt Langen (Hrsg.): Andreas Heinz Hugo Suberg – Lineamente. Katalog. Langen 1990.
- Patio Galerie (Hrsg.): Glasotronik. Fünf Sekunden oder fünf Jahrtausende. Improvisationskonzepte, Graphiken, Partituren und Xerographien. Neu Isenburg 1992 (PARABÜ).
- Klangmaterial – Materialklang. Grenzgänge im Werk von Andreas H. H. Suberg. In: Antje Erben, Clemens Gresser und Arne Stollberg (Hrsg.): Grenzgänge – Übergänge: Musikwissenschaft im Dialog. Hamburg 2000.
- Andreas H. H. Suberg: Klangmaterial – Materialklang, Die Emanzipation des Geräusches in der Musik des 20. Jahrhunderts. Köln 1999.
- Leopold Hoesch Museum Düren (Hrsg.): Glasotronik – Colis fragile. Katalog anlässlich der Ausstellung im Leopold Hoesch Museum 2005. Textbeiträge v. Dorothea Eimert, Franz Joseph van der Grinten, Hans Ulrich Humpert und A. H. H. Suberg. Frankfurt 2005.
- Signalstrom + -. Hörkaleidoskop für zwei Trompeten und elektronische Klänge. Produktion des Studios für elektronische Musik der Musikhochschule Köln 1999. CD-Auftragsproduktion Museum Schloss Moyland, 1999.
- Glasotronik – Fragile Klänge. CD-Produktion-NZfM-Schott/Wergo, Mainz 2009.
- Leonardo-Zyklus – Musikszenarien nach Prophezeiungen von Leonardo da Vinci für Countertenor, Trompete, Alphorn, Schlagwerk und elektronische Klänge – CD – WERGO / WER 7380 2 / 2019
- Honigklang – musique d’ameublement / elektroakustische Musik / Produktion: Klang Art Studio 2019 / Hrsg.: Galerie Marek Kralewski / MC-Produktion 2019
- Fragile – Glasotronik-Box mit Bildband und Textanhang sowie beiliegender DVD mit glasotronischen Videoproduktionen von Nikolaus Heyduck und Andreas H.H. Suberg (1992–2011) – Hrsg.: Galerie Marek Kralewski, Freiburg in Kooperation mit Antiquariat Querido – Frank Hermann. Kunst und Fotografie, Düsseldorf / DVD 2015
- mesomorph – ein glasotronisches Hörstück von Andreas H.H. Suberg und Nikolaus Heyduck / Auftragsproduktion des Hessischen Rundfunks 2016 / Hrsg.: Galerie Marek Kralewski / CD-Produktion 2019
- HONIGKLANG III –  Hörstück für  zwei Sprecher und elektroakustische Klänge mit und nach Texten von Joseph Beuys, Johann Wolfgang von Goethe, Maurice Maeterlinck, Rudolf Steiner, A.H.H. Suberg und Leonardo da Vinci / Auftragsproduktion des Hessischen Rundfunks 2020 / Hrsg.: Galerie Marek Kralewski & Kunststiftung Erich Hauser / CD-Produktion 2020
- Anette Lange: Die Bruchgefahr ästhetischer Erfahrung und wie ihr Andreas H. H. Suberg mit Glasotronik begegnet. In: Neue Zeitschrift für Musik. Schott-Musik-Verlag, Mainz 2009.